# جمهورية بخارى الشعبية السوفيتية
جمهورية بخارى الشعبية السوفيتية (بالروسية: Бухарская Народная Советская Республика) (بالأوزبكية: Buxoro Xalq Shoʻro Jumhuriyati)‏‎؛ هي جمهورية اشتراكية سوفيتية حدثت بعد الانقلاب العسكري التي حل في مدينة بخارى سنة 1920م، حيث فشل القوات العثمانية في القضاء على الحركة الشيوعية أثناء الحرب الأهلية الروسية ، وانتهت الفترة المؤقتة سنة 1924م لتضم إلى جمهورية أوزبكستان السوفيتية.